# Irish Open 1979
Die Irish Open 1979 im Badminton fanden vom 16. bis zum 17. Februar 1979 in der Terenure Badminton Hall in Dublin statt.

## Sieger und Platzierte
| Disziplin    | Gold                           | Silber                      | Bronze                   |
| ------------ | ------------------------------ | --------------------------- | ------------------------ |
| Herreneinzel | Brian Wallwork                 | Toshihiro Tsuji             | Gary Scott               |
| Herreneinzel | Brian Wallwork                 | Toshihiro Tsuji             | Mikio Ozaki              |
| Dameneinzel  | Sally Leadbeater               | Paula Kilvington            | Diane Underwood          |
| Dameneinzel  | Sally Leadbeater               | Paula Kilvington            | Sue Whitaker             |
| Herrendoppel | Duncan Bridge Ray Rofe         | Gary Scott Brian Wallwork   |                          |
| Damendoppel  | Kathleen Redhead Diane Simpson |                             | Heather Young Lynn Young |
| Mixed        | Duncan Bridge Kathleen Redhead | Brian Wallwork Sue Whitaker |                          |

## Finalresultate
| Disziplin    | Sieger                         | Finalist                    | Ergebnis          |
| ------------ | ------------------------------ | --------------------------- | ----------------- |
| Herreneinzel | Brian Wallwork                 | Toshihiro Tsuji             | 10-15, 15-9, 15-3 |
| Dameneinzel  | Sally Leadbeater               | Paula Kilvington            | walkover          |
| Herrendoppel | Duncan Bridge Ray Rofe         | Gary Scott Brian Wallwork   |                   |
| Damendoppel  | Kathleen Redhead Diane Simpson |                             |                   |
| Mixed        | Duncan Bridge Kathleen Redhead | Brian Wallwork Sue Whitaker | 15-4, 15-12       |